# 菠萝饭
菠萝饭是中国西南台语民族之一的傣族利用菠萝和糯米制作的一道特色甜点。

## 制作过程
将洗净的糯米（通常使用紫色或白色糯米）浸泡一夜，蒸约一小时。将成熟的无眼菠萝从顶部一厘米处切开，然后用小勺挖出果肉，一个完整的菠萝盅制作完成。
将蒸好的糯米饭混入菠萝肉、葡萄干、冰糖、少许盐、椰奶和杏仁片，填充在菠萝盅里，蒸约20分钟。菠萝饭口味酸甜，配以辛辣的云南菜或川菜也非常美味
。

## 地理范围
在其他傣泰民族聚居区，如缅甸、老挝、泰国、越南也同样制作食用菠萝饭。